# Ailton (Fußballspieler, 1995)
Ailton Ferreira Silva (* 16. März 1995 in Lauro de Freitas) ist ein brasilianischer Fußballspieler.

## Karriere
Ailton wurde aus der Jugend von Fluminense Rio de Janeiro in die erste Mannschaft befördert. In der Saison 2015/16 war er an Neftçi Baku verliehen. Für die folgende Spielzeit einigte sich Fluminense mit GD Estoril Praia auf ein Leihgeschäft. Im Juni 2017 erwarb Estoril 45 Prozent der Transferrechte an Ailton.
Am 18. Juli 2017 wechselte er zum VfB Stuttgart. Ailton unterzeichnete bei den Schwaben einen bis Juni 2021 datierten Vertrag. Sein Ligadebüt für den VfB gab er am 19. August 2017 am 1. Spieltag der Saison 2017/18 gegen Hertha BSC.
Am 25. Januar 2018 verlieh der VfB Stuttgart Ailton bis zum Saisonende an seinen Ex-Klub Estoril Praia. Für die Saison 2018/19 verliehen die Stuttgarter Ailton an Sporting Braga. Dort kam der Verteidiger lediglich auf zwei Einsätze für die erste und einen für die zweite Mannschaft.
Zur Vorbereitung auf die Saison 2019/20 kehrte Ailton zunächst zum VfB, der in der Vorsaison in die 2. Bundesliga abgestiegen war, zurück, wurde jedoch Anfang Juli nach Aserbaidschan zu Qarabağ Ağdam verliehen. Nachdem die Premyer Liqası 2019/20 wegen der COVID-19-Pandemie in Aserbaidschan im März 2020 zunächst unterbrochen und drei Monate später abgebrochen wurde, gewann Ailtons Leihverein als bis dahin punktbestes Team die Aserbaidschanische Meisterschaft.
Am 1. Februar 2021 wechselte Ailton zum FC Midtjylland. Ein halbes Jahr später wechselte er zum Paphos FC nach Zypern. Dieser verlieh ihn 2022 nach Brasilien zu Náutico Capibaribe. Im September 2022 unterschrieb Ailton einen Vertrag beim russischen Zweitligisten Rodina Moskau.

## Erfolge
- Aserbaidschanischer Meister: 2020